# Epaphroditidae
Epaphroditidae (лат.) — семейство богомолов.
Встречаются на Карибских островах, Северной Америке и в Африке.

## Описание
Epaphroditidae могут быть отличимы от всех других богомолов по следующей комбинации признаков: вершина головы с коротким отростком или без него; глаза округлые или слегка конические; юкстаокулярные выпуклости нечёткие или выступающие; переднеспинка более или менее бугорчатая, супракоксальная дилатация умеренно или хорошо выражена; метазона по крайней мере в 2 раза длиннее прозоны; апикальные доли переднеспинки с очень коротким шипом; переднеспинка с дорсальной долей в проксимальной половине, с 4 дисковидными и 4 задневентральными шипами, и с отчётливой кренуляцией медиовентральнее задневентральных шипов. Коготковая бороздка на проксимальной половине бедра; бёдра с вентральными лопастями или без них
Самцы макроптерные, самки мезоптерные; задние крылья окрашены, по крайней мере у самок, передняя часть обычно желтоватая или коричневатая со следами глазчатого пятна на вершине, а задняя часть дымчатая со светлыми жилками; задние крылья выступают за надкрылья; надкрылья треугольные. Церки короче половины длины брюшка, цилиндрические. Фалломеры склеротизированы; отростки левого комплекса разделены; вентральный фалломер без базальной лопасти на правой стороне. Апофизис pda перемещён на левую сторону вентрального фалломера; боковой вторичный дистальный выступ sdpl (lateral secondary distal process) может присутствовать, но маленький, бугорчатый, а срединный sdpm (median secondary distal process) отсутствует. Фаллоидный апофиз слегка раздвоенный, более или менее бугорчатый; перепончатая доля не волосистая; апикальный отросток без субапикальной доли; дорсальная пластинка левого фалломера без округлой доли.

## Классификация
Семейство включает роды, до 2015 года включаемые в Hymenopodidae (Epaphroditinae). В новой классификации (2019) таксон включён в надсемейство Epaphroditoidea (из клады Cernomantodea) и инфраотряд Schizomantodea. Род Brancsikia Saussure & Zehntner, 1895, описанный с острова Мадагаскар ранее включался в состав семейства Epaphroditidae и с 2019 года перенесён в Majangidae.
Подсемейство Epaphroditidae
- Триба Callimantini
  - Callimantis Stal, 1877 
    - Callimantis antillarum Saussure, 1859
- Триба Epaphroditini
  - Epaphrodita Serville, 1831
    - Epaphrodita lobivertex Lombardo & Perez-Gelabert, 2004[7]
    - Epaphrodita musarum Palisot de Beauvois, 1805 
    - Epaphrodita undulata Saussure, 1870

Подсемейство Gonatistinae
- Gonatista Saussure, 1869
  - Gonatista grisea Fabricius, 1793 
  - Gonatista jaiba Lombardo & Perez-Gelabert, 2004[7]
  - Gonatista major Caudell, 1912 
  - Gonatista phryganoides Serville, 1839 
  - Gonatista reticulata Thunberg, 1815 
    - syn. Gonatistasynonym bifasciata de Haan, 1842 
    - syn. Gonatistasynonym cubensis Saussure, 1869
- Gonatistella Giglio-Tos, 1915
  - Gonatistella nigropicta Westwood, 1889

Ранее в состав Epaphroditinae включали следующие перемещённые таксоны:
- Amphecostephanus (Rehn, 1912) → Chroicopteridae: Chroicopterinae
- Parablepharis (Saussure, 1870) → Hymenopodidae: Phyllothelyinae
- Phyllocrania (Burmeister, 1838) → Hymenopodidae: Phyllocraniinae